# Povijest Austrije

## Prapovijest
Područje današnje Austrije naseljeno je već u starijem kamenom dobu. Najpoznatiji nalaz iz tog doba je Vilendorfska Venera, pronađena u Willendorfu u Donjoj Austriji. Procjenjuje se da je stara oko 25.000 godina. Taj kipić, pretpostavlja se, predstavlja idol plodnosti.
Kasnije su preko Balkana stigle nove tehnologije - poljoprivreda, stočarstvo i obrada metala. Porasla je populacija i formirala se prva trajna naselja. Zbog obilja prirodnih bogatstava kao što su sol, bakar i željezo neka naselja su mogla razviti prostranu trgovačku mrežu. 
Najslavniji prapovijesni grad u Austriji je današnji Hallstadt, koji je dostigao svoj vrhunac između 750 i 400. pr. Kr. Prema njemu se i naziva to razdoblje srednjoeuropskog željeznog doba halštatskom kulturom. Halštatska se kultura raširila niz Alpa i Dinarida od Švicarske do južnog Jadrana, njezinim nositeljima se smatraju Iliri. Oko 4. stoljeća pr. Kr. prevladavali su Kelti. 

## Rimsko doba
Keltskim kraljevstvom Norikom sa središtem u današnjoj Koruškoj Rimljani su upravljali od godine 16. pr. Kr., dok je zapadni dio zemlje pripadao provinciji Reciji, a istok Panoniji. Jedino područja sjeverna od Dunava nisu bila pod rimskom vlašću.
Dok su Kelti na područjima pod kontrolom Rima sve više romanizirani, na sjeveru su se naselili Germani i miješali s lokalnim stanovništvom. Niz Dunav postojale su rimske utvrde, a jedna od tih, na mjestu starog keltskog ili ilirskog naselja, bila je Vindobona odnosno današnji Beč (na njemačkom Wien).

## Rani srednji vijek
Postepenim slabljenjem Rimskog Carstva Austrija je bila sve više izložena napadima germanskih i drugih naroda. Ovuda su prešli Markomani i Langobardi na svojem putu ka Italiji, dok su se na zapadnom kraju zemlje, u današnjem Vorarlbergu, etablirali Alemani. Tek prilično kasno, oko sredine 6. stoljeća, pojavili su se Bavarci na zapadu i Slaveni i Avari na jugoistoku današnje Austrije. Karantanija ili Koruška je nedugo poslije toga postala jedna od prvih država slavenskih naroda uopće, ali se brzo vezala s bavarskim kneževstvom i većina stanovništva je preuzela njemački jezik i kulturu. Za vrijeme Karla Velikog Karantanija kao i Štajerska i Donja Austrija postale su vojne krajine (nj. Marken) protiv Avara i Slavena upravljene iz Bavarske. Navalom Mađara krajem 9. stoljeća opustošena su istočna područja, dakle današnja Donja Austrija, i Franci su povukli granicu do rijeke Ennsa blizu Linza. U drugoj polovici 10.stoljeća pobijeđeni su Mađari i ponovno ustavljena Austrija kao granična pokrajina bavarske kneževine. 996. g. se prvi put spominje pod nazivom Ostarrichi, od čega dolazi njemački naziv Österreich. To razdoblje je odjednom i početak njemačke kolonizacije istočne Austrije. Austrija će još stoljećima biti podijeljena na razne kneževine u sklopu Istočnofranačkog odnosno Njemačkog carstva.

## Habsburgovci
1278. g. Habsburgovci su u posjed dobili Austriju odnosno veći dio današnje Gornje i Donje Austrije. Svojom obiteljskom politikom Habsburgovci su tokom 14. stoljeća dobili Korušku sa Štajerskom i Kranjskom te Tirol. 
1452. g. Fridrik III. izabran je za njemačkoga cara. Habsburgovci su zadržali tu poziciju sve do konačnog raspada Svetog Rimskog Carstva 1806. g. ali je stvarna moć cara bila zanemariva dok su knezovi i kraljevi samovoljno vladali svojim zemljama.
U 15. stoljeću su Habsburgovci dobili Burgundiju, Španjolsku i Nizozemsku. Nakon bitke na Mohačkom polju 1526. g. zavladali su i Mađarskom, Češkom, Moravskom i Hrvatskom. Ali Osmanlije su brzo napredovali i već 1529. g. došlo je do prve opsade Beča. Sljedećih 150 godina Austrija i Osmansko Carstvo su više-manje stalno bili u ratu, iako je rijetko došlo do većih bitaka.
Usto, Austriju su u to doba mučili i unutarnji problemi. Veliki je bio odaziv austrijskog naroda na protestantizam. Car je nasilnim putem povratio stanovništvo svojih zemalja na katoličanstvo. Došlo je to pogubnog tridesetogodišnjeg rata (1618-1648). Car je namjerio povratiti svoju moć, a plemstvo je tražilo više samostalnosti, i povodom su služili vjerski sukobi. Rat koji je počeo sukobom katoličkog cara i protestantskih plemića se brzo proširio cijelim Svetim Rimskim Carstvom, a kad su se umiješale Francuska i Švedska na strani protestanata, došlo je do potpunog poraza carske vojske. Širom carstva stradalo je gotovo polovina stanovnika od rata i ratnih posljedica. Njemačke zemlje su ekonomski i politički bačene daleko unazad u usporedbi s Engleskom ili Francuskom.
Veliki dio protestantskog stanovništva je istjeran iz Austrije. Protestanti su bili dobrodošli u Prukoj gdje su pomogli stvoriti modernu zemlju, a mnogi su se i naselili u novoosvojenim zemljama, na primjer u Banatu, Bačkoj, Baranji, Slavoniji, južnoj Mađarskoj itd. I danas ima samo nekoliko sela s većinskim protestantskim stanovništvom, uglavnom duboko u planinama ili pri granici. Posebno surovo su bili protjerani protestanti u današnjoj saveznoj državi Salzburg, koja je tada bila pod direktnom upravom nadbiskupa. Navodno je otud pobjeglo preko 40% stanovnika.
1683. g. druga je turska opsada Beča odbijena zajedničkim naporom više europskih zemalja. Pod zapovjedništvom, među ostalih, Eugena Savojskog oslobođena je Mađarska i Slavonija te veliki dio Srbije.

## 20. stoljeće

### Prije 2. svjetskog rata
Austrija je iskusila nemire i poslije Velikog rata. Pucnjava u bečkoj Palači pravde 
Nepremostive suprotnosti između socijaldemokratskog "Republikanskog zaštitnog saveza" s jedne, te kršćansko-socijalnog "Domobranstva" i savezne vlade s druge strane dovele su u međuratnoj Austriji do teške političke i gospodarske krize, koja je veljače 1934. kulminirala izbijanjem građanskog rata. U kratkotrajnim borbama koje su se razbuktale u Beču i drugim industrijskim središtima zemlje život je izgubilo više od 300 ljudi, dok ih je više od 700 ranjeno. Neuspjela pobuna radnika protiv austrofašističkog režima rezultirala je ukidanjem parlamentarizma i demokracije svibanjskim ustavom 1934., te proglašenjem autoritarne staleške države. Srpanjskim pučem iste godine austrijski nacisti pokušali su svrgnuti austrofašistički režim, no nisu uspjeli. Nikad dokraja zaživjela, nestabilna državna tvorevina, koja je isprva uživala otvorenu potporu fašističke Italije, prestala je postojati nakon što je Austrija 1938. pripojena nacističkoj Njemačkoj.

### Poslije 2. svjetskog rata
Nakon 2. svjetskog rata s obzirom na to da je Austrija bila u sastavu poražene Njemačke države sile pobjednice podijelile su je u 4. okupacijske zone. Ponovnu samostalnost Austrija je dobila 1955. godine, uz obvezu da postane trajno neutralna. Od tada počinje gospodarski uspon Austrije, koji je 1989. godine rezultirao zahtjevom
za pristup u EU, od 1995. Austrija je punopravna članica EU.